# Convento di San Giuseppe (Avila)
Il convento di San Giuseppe è un convento di clausura di monache carmelitane scalze che si trova nella città spagnola di Avila, nella comunità autonoma di Castiglia e León. É la prima fondazione conventuale realizzata da Santa Teresa d'Avila, con l'appoggio di importanti personalità, come il vescovo Álvaro di Mendoza. È monumento nazionale dal 1968 e dal 1985 è stato inserito nella lista del patrimonio dell'umanità, come parte della Città vecchia di Avila con le sue chiese fuori le mura.
L'edificio è sede del Museo Teresiano delle carmelitane scalze.

## Descrizione e storia

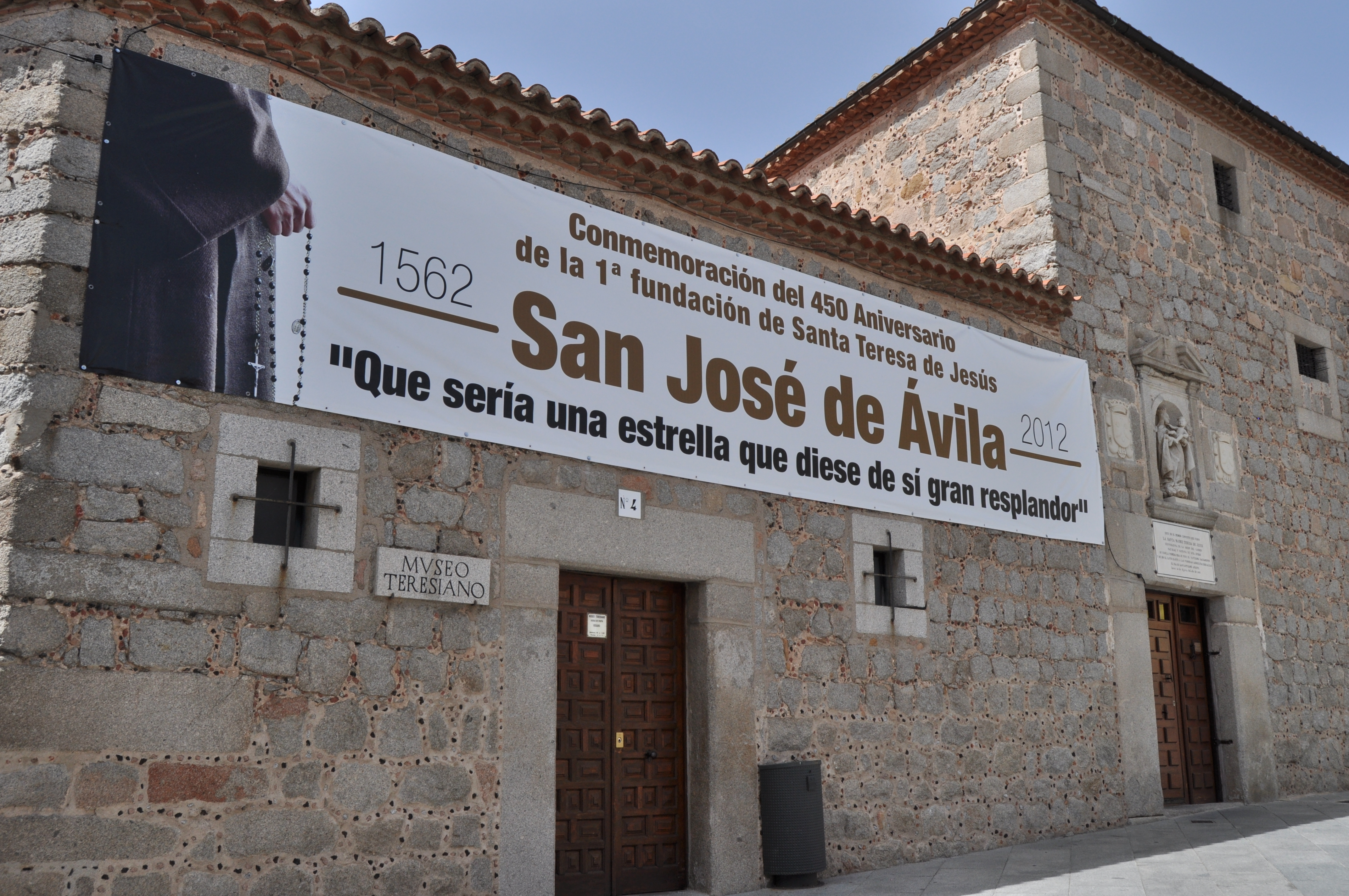
Accesso esterno

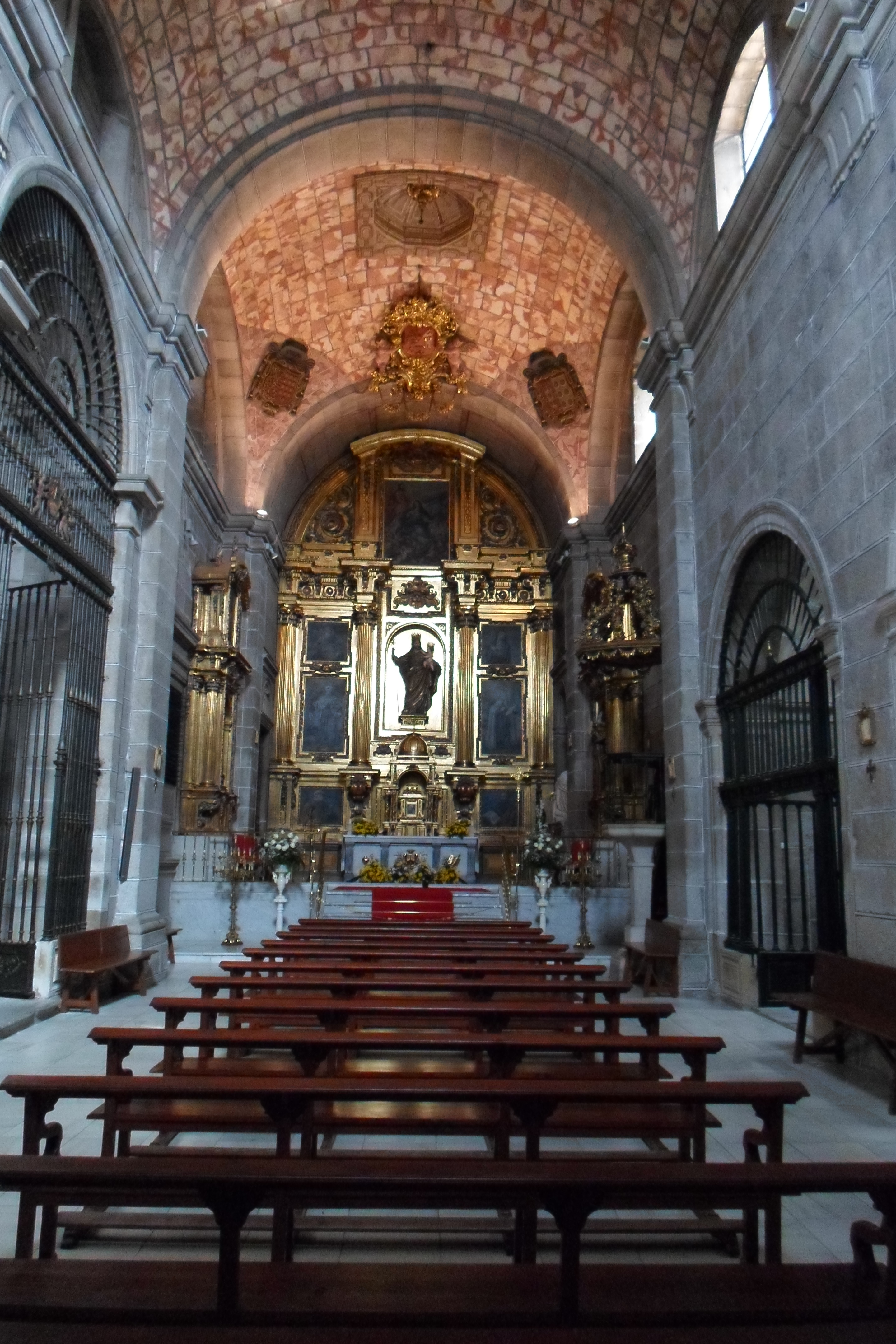
Interno della chiesa del Convento di San Giuseppe di Avila, Spagna.

Venne costruito nel 1562, benché la costruzione della chiesa, il suo elemento architettonico di maggiore interesse, iniziò nel 1607. Venne progettata dall'architetto Francisco de Mora (1553-1610), che la concepì come un tempio a navata unica, coperta con volta vuota e cupola nella crociera. La facciata segue il modello carmelitano creato dall'architetto frate Alberto della Madre di Dio in Santo Hermengildo di Madrid.
La sua facciata principale, configurata su due piani, con frontone nella parte superiore e portico con tre archi in quella inferiore, è stata una delle più imitate nelle costruzioni religiose del XVII secolo e adottata come modello dall'Ordine della Beata Vergine del Monte Carmelo. Nel suo interno si trova la cappella dei Guillamas, dove sono conservati i sepolcri di questa famiglia.